# 欧亚集团
欧亚集团(英語：Eurasia Group)是全球最大的政治风险咨询公司。自主席伊恩·布藍默于1998年创立以来，公司先后在纽约、华盛顿、伦敦、东京、圣保罗和旧金山设立了办公室，拥有超过150位雇员。与此同时，集团和全球欧、亚、非、中东、拉丁美洲90多个国家的超过500位专家建立了合作网——对此，《经济学人》杂志称“鼓舞了任何拥有看似无用的政治学位的学者”。
欧亚集团普遍被认为是系统地把政治学引入华尔街的领航者。集团的旗舰产品“全球政治风险指数（英語：Global Political Risk Index, GPRI）”是全球范围内第一个为比较新兴市场而设计的政治和经济风险指数。经过转型政治领域和经济领域专家超过十年的开发，这一指数可以提供一整套能预见决定性趋势和衡量各国承受政治、经济、安全、社会冲击能力的预警系统。欧亚集团的业务还包括分析研究、定制咨询服务、以及各领域分析师关于政治趋势、对商业影响、金融市场和境外投资形势的分析。欧亚集团的客户包括大型投资银行、机构投资者、政府部门和各行业的跨国公司。

## 十大风险
每年的一月份，欧亚集团会发布当年全球面临的十大风险和值得注意的“红鲱鱼事件”。
2011年，欧亚集团提出最大风险是“G-0世界”，大国或单边、或协作地搁置成为全球领导的追求，将政策着眼点放在内部事务中。提供全球治理的重要机构变成了对抗而非合作的竞技场。在G-0世界里，“美国缺乏继续作为公共产品提供者所需的资源，同时崛起大国亟需为解决国内的问题集中精力而无法欢迎即将作为国际领袖的重担”。
2012年，欧亚集团指出“911时代的结束”是年度最大风险。报告描述了一个“政治和经济几乎完全重合的世界”，投资者将更倾向于规避风险，且风险的底线被夸大。其他前十大风险包括（依序）：“缺少地区领袖的中东”、“深陷衰退的欧元区经济”、“总统大选后的美国”、“权力交接后的朝鲜”、“矛盾加剧的巴基斯坦”、“地区紧张局势中的中国”、“过渡阶段的埃及”、“民粹主义升温的南非”以及“委内瑞拉总统选举”。
2013年，欧亚集团将新兴市场的波动作为年度的最大风险。报告将新兴市场分解成“正向发达市场转变”、“仍在崛起—问题并存”、“倒退中”，概述了各个市场的下行风险。同时列举的十大风险包括（依序）：“网络时代的中国”、“阿拉伯国家的新一轮矛盾”、“受制于财政状况的华盛顿政治”、“日本/以色列/英国以及所在地区的变革、陷入停滞的欧元区”、“紧张的东亚地缘政治局势”、“伊朗核问题”、“面临改革的印度”、以及“更加困难的南非”。
2014年的最大风险是“美国陷入麻烦的盟友”——“华盛顿的盟友将会改变国际定位来应对弱势的美国外交政策”。
2015年的最大风险是“欧洲政治”，报告表示，“欧洲的经济形势较欧元区危机最严重的时期大有改观，但政治形势却变差了...从之下而上、欧盟内部、从外向内三点来说的确是这样”。
2016年，欧亚集团指出当前全球面临的最大风险是美欧之间的“空洞联盟”。由于美国的单边主义和欧洲领导人普遍受制于国内的政治和经济危机，美欧的战略同盟变得愈发脆弱。其他的风险还包括面临移民冲击的欧洲开放边境、全球扩张的中国、持续扩大的伊斯兰国问题、走向激进的沙特阿拉伯、技术精英的崛起对市场和政策的影响、难以预测的国家领导人、危机弥漫的巴西、新兴市场不确定的民主前景和内外交困的土耳其。

## 合作关系
欧亚集团与普华永道在2006年3月达成全球战略合作，将全球跨国公司政治风险评估与风险管理能力融为一体。
在宣布与纽约泛欧证券交易所合作后，欧亚集团与2009年3月18日为纽约证券交易所敲打了开市钟。
欧亚集团在2015年宣布与日兴资产管理公司（Nikko Asset Management）合作，将政治风险分析包含进新兴市场投资基金。根据华尔街日报，“这是咨询与资产管理公司之间的首次类似合作”。

## 并购
在2007年3月，欧亚集团并购了前美国国家安全顾问安东尼·雷克和大卫·罗斯科夫成立的总部在华盛顿的战略咨询公司Intellibridge的资产。并购条款虽然是非公开的，但是Intellibridge自1999年成立已累计收到价值2800万美元的资产。

## 顾问
欧亚集团拥有一个独立的顾问委员会，成员均为工商业巨头或前政府高级官员、资深智囊。委员会成员包括著名中国问题专家、克林顿政府安全顾问何汉理，网络和创新专家、前美国国务卿助理Alec Ross，因设计了TCP/IP协议和互联网基础架构而被称为“互联网之父”的文頓·瑟夫，对冲基金巨头、城堡投资集团创始人Kenneth Griffin，前美国银行、花旗银行高管Sallie Krawcheck，花旗银行大宗商品研究全球主管Edward L. Morse，二十一世纪福克斯影业CEO詹姆斯·默多克、日兴资产管理总裁柴田拓美。
在2014年12月，澳大利亚前总理陆克文作为高级顾问加入欧亚集团。其他拥有政府官员背景的高级顾问包括意大利前总理恩里科·莱塔、加拿大前外交部长John Baird、波兰前外交部长拉多斯瓦夫·西科尔斯基、前美国驻联合国代表、国务次卿托马斯·皮克林。